# Eremophila densifolia
Eremophila densifolia är en flenörtsväxtart som beskrevs av Ferdinand von Mueller. Eremophila densifolia ingår i släktet Eremophila och familjen flenörtsväxter. Inga underarter finns listade i Catalogue of Life.